# Carl Frederik Nyman
Carl Frederik Nyman, také Carl Fredrik Nyman (31. srpna 1820 Stockholm - 26. dubna 1893 tamtéž) byl švédský botanik.
Nyman byl kurátorem stockholmského Riksmuzea. Spolu se Schottem a Kotschym vydával Analecta botanica (1854). Byl po něm pojmenován rostlinný rod Nymania S. O. Lindb..

## Dílo
- Conspectus Florae Europaeae, 1878-1890
- Sylloge Florae Europaeae, 1854–1855